# August Tholuck

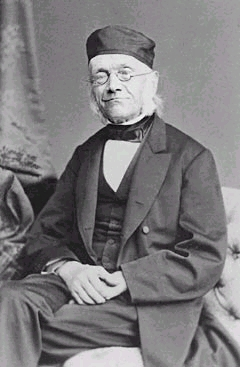
August Tholuck.

Friedrich August Gottreu Tholuck, född den 30 mars 1799 i Breslau, död den 10 juni 1877 i Halle, var en tysk protestantisk teolog.
Tholuck studerade först i sin födelsestad, därefter i Berlin, dit han ursprungligen dragits av sitt intresse för orientaliska studier. Alltifrån sin första ungdom var Tholuck starkt upptagen av de religiösa spörsmålen och utövade redan under denna tid ett bestämmande etiskt och religiöst inflytande på sin omgivning. 
För honom själv var den emellertid en period av jäsande inre ovisshet och strid, som mer än en gång förde honom in i förtvivlan ända till självmordets gräns. Med tider av tungt andligt svårmod hade han för övrigt under hela sitt liv att kämpa. Under vistelsen i Berlin kom det emellertid till en avgörande vändpunkt i hans religiösa utveckling i det att han där under inflytande från flera olika håll avgjort vanns för den pietistiska riktningen. 
År 1820 blev han teologisk docent i Berlin. Under de följande åren deltog han vid sidan av en mångsidig akademisk föreläsningsverksamhet ivrigt i missionsarbetet, särskilt bland judarna. Samtidigt utvecklade han en omfattande vetenskaplig produktion. Resultatet av sina orientaliska forskningar nedlade han bland annat i Sufismus, sive theosophia persarum pantheistica (1821) och Die speculative trinitätslehre des späteren Orients (1826). 
Hans jämsides fortgående teologiska författarverksamhet var företrädesvis ägnad åt kampen mot rationalismen. Denna tendens framträder redan i avhandlingen Das Wesen und die sittlichen Einflüsse des Heidentums (1822) och särskilt typiskt i det, såsom ett motstycke till De Wettes tendensroman: Theodor oder die Weihe des Zweiflers tänkta, i pietistisk anda hållna och på sin tid mycket inflytelserika arbetet Die Lehre von der Sünde und vom Versöhner, oder die wahre Weihe des Zweiflers (1823, ursprungligen anonym, i många upplagor och översättningar, även till svenska). 
Tholucks strid mot rationalismen fäste ministären Allensteins uppmärksamhet på honom och föranledde hans utnämning 1823 till extraordinarie professor i Berlin och 1826 till professor i Halle. Vid detta universitet, där rationalismen då hade sitt huvudsäte, väckte Tholucks förflyttning, både bland hans blivande kolleger och bland studenterna, ja i hela staden, en storm av förbittring. 
Efter att länge ha stått nästan helt isolerad vann han emellertid småningom sådant förtroende och inflytande att den Halleska teologins utveckling under årtionden framåt kan sägas ha fått sin avgörande prägel av hans personlighet och åskådning. Förklaringen härtill låg inte i första hand i Tholucks rent vetenskapliga betydelse. 
Tholuck ägde visserligen en sällsynt omfattande, polyhistoriskt mångsidig lärdom och gav också upphov till en synnerligen omfångsrik vetenskaplig produktion. Under hans tidigare professorstid rörde sig denna mest på den nytestamentliga exegetikens område, där han utgav en serie på sin tid mycket brukade kommentarer. 
Under sina senare år koncentrerade han sina studier i främsta rummet kring protestantismens senare historia. Särskilt hans arbeten på detta skäligen försummade område – Das akademische Leben des 17. Jahrhunderts (2 band, 1853–1854), Das kirchliche Leben des 17. Jahrhunderts (2 band, 1861–1862), Der Geist der lutherischen Theologen Wittenbergs (1852), Lebenszeugen der lutherischen Kirche (1859), Geschichte des Rationalismus (band I, 1865) – har alltjämt betydelse genom det rika, där sammanförda materialet. 
Men i fråga om stoffets strängare vetenskapliga genomarbetning och enhetliga gestaltning visar de, liksom Tholucks skrifter över huvud taget, påfallande brister. Därtill kommer en viss svårighet att hålla de vetenskapliga och de praktiskt religiösa synpunkterna isär. 
Vida mer betydande än som vetenskaplig författare var Tholuck som föreläsare och än mer som universitetspredikant. Men sin främsta betydelse vann han dock genom sitt rent personliga inflytande på de stora skaror av lärjungar som från alla håll, även från utomtyska länder, inte minst England och Amerika, strömmade till honom. 
Åt umgänget med dem ägnade han sig med självuppoffrande iver, och hans egendomliga förening av djupt, pietistiskt färgat, religiöst allvar med en frisk och djärv humor och det finaste kärleksfulla sinne för olika individualiteter gjorde honom till en studentsjälasörjare nästan utan like. Även i övrigt stod han i det mångsidigaste andliga utbyte med kristliga personligheter från olika länder och av skilda riktningar. 
Till sin teologiska åskådning skulle han väl snarast vara att räkna till den så kallade förmedlingsteologin. Från dennas egentliga huvudrepresentanter skilde han sig emellertid å ena sidan genom det starka pietistiska inslaget, som i flera hänseenden knöt en intressegemenskap mellan honom och den strängare konfessionella riktningen, å andra sidan genom en i vissa avseenden framträdande, frapperande obestämdhet i den dogmatiska ståndpunkten. 
Än starkare än i teologiskt hänseende framträdde hans förmedlande tendenser på det praktiskt kyrkliga och religiösa området. Av unionen mellan den reformerta och den lutherska kyrkan var han en varm vän, och i Evangeliska alliansens strävanden deltog han med stor iver. Över huvud taget står han som en av de främsta förgrundsgestalterna i de religiösa rörelsernas historia under 1800-talet. Hans Predigten utgavs i fem band 1834–1845 (delarna 1–2 i 6:e upplagan 1876, delarna 3–5 i 3:e upplagan 1863), hans Werke i elva band 1863–1873.